# Thomas Papp
Pour les articles homonymes, voir Papp.
Thomas Papp, né le 30 décembre 1975, est un joueur suisse de hockey sur glace. Il évoluait au poste de gardien de but.

## Carrière

### En club
Après des débuts en LNB avec le HC Coire, lors de la saison 1993-1994, Thomas Papp rejoint les Zurich Lions la saison suivante. D'abord barré par Dino Stecher, puis par Ari Sulander, le petit gardien n'a jamais vraiment eu sa chance avec le club zurichois.
C'est ainsi qu'il s'est régulièrement retrouvé dans les buts du club-école des GCK Lions. Lors de la saison 2000-2001, il est même prêté au club fribourgeois de Fribourg-Gottéron, qui cherche à remplacer son gardien suédois Thomas Östlund, en disgrâce,. Son expérience fribourgeoise est courte (5 matches), marquée par quelques prouesses et une certaine volonté de Roland von Mentlen de le garder, mais son inconstance ne lui permet pas de se tailler une place de titulaire.
Il quitte le sport professionnel en 2004, sans jamais vraiment avoir percé au plus haut niveau.

### En équipe de Suisse
Papp a participé à deux tournois internationaux: les Européens juniors B en 1993 et les Mondiaux juniors B en 1995.

## Palmarès
- LNA
  - Champion en 2000 et en 2001 avec les ZSC Lions.
- Coupe continentale
  - Vainqueur en 2001 avec les ZSC Lions.

## Statistiques
| Saison    | Équipe            | Ligue |    | Saison régulière | Saison régulière | Saison régulière | Saison régulière | Saison régulière | Saison régulière | Saison régulière |     | Séries éliminatoires | Séries éliminatoires | Séries éliminatoires | Séries éliminatoires | Séries éliminatoires | Séries éliminatoires | Séries éliminatoires |
| Saison    | Équipe            | Ligue | PJ | Min              | BC               | Moy              | % Arr            | Bl               | Pun              | PJ               | Min | BC                   | Moy                  | % Arr                | Bl                   | Pun                  |                      |                      |
| 1993-1994 | HC Coire          | LNB   |    |                  |                  |                  |                  |                  |                  | 1                |     |                      | 3,53                 |                      |                      | 0                    |                      |                      |
| 1994-1995 | Zürcher SC        | LNA   | 15 |                  |                  | 4,38             |                  | 0                | 0                | 1                |     |                      | 6,00                 |                      | 0                    | 0                    |                      |                      |
| 1995-1996 | Zürcher SC        | LNA   | 30 |                  |                  | 3,68             |                  | 0                | 22               | 4                |     |                      | 5,27                 |                      | 0                    | 0                    |                      |                      |
| 1996-1997 | Zürcher SC        | LNA   | 8  |                  |                  | 4,55             |                  | 0                | 0                | -                | -   | -                    | -                    | -                    | -                    | -                    |                      |                      |
| 1997-1998 | ZSC Lions         | LNA   | 28 |                  |                  | 3,52             |                  | 0                | 2                | 8                |     |                      | 1,88                 |                      | 0                    | 2                    |                      |                      |
| 1998-1999 | ZSC Lions         | LNA   | 3  |                  |                  | 2,31             | 92,7             | 0                | 0                | -                | -   | -                    | -                    | -                    | -                    | -                    |                      |                      |
| 1998-1999 | Grasshopper       | LNB   | 8  |                  |                  | 4,06             |                  | 0                | 2                | -                | -   | -                    | -                    | -                    | -                    | -                    |                      |                      |
| 1999-2000 | ZSC Lions         | LNA   | -  | -                | -                | -                | -                | -                | -                | -                | -   | -                    | -                    | -                    | -                    | -                    |                      |                      |
| 2000-2001 | ZSC Lions         | LNA   | 2  |                  |                  | 2,88             | 90,7             | 0                | 0                | 1                |     |                      | 3,00                 |                      | 0                    | 0                    |                      |                      |
| 2000-2001 | Fribourg-Gottéron | LNA   | 5  |                  |                  | 2,95             |                  | 0                | 2                | -                | -   | -                    | -                    | -                    | -                    | -                    |                      |                      |
| 2000-2001 | GCK Lions         | LNB   | 12 |                  |                  | 1,88             |                  | 0                | 2                | -                | -   | -                    | -                    | -                    | -                    | -                    |                      |                      |
| 2001-2002 | ZSC Lions         | LNA   | 1  |                  |                  | 8,00             |                  | 0                | 0                | 1                |     |                      | 2,41                 |                      | 0                    | 0                    |                      |                      |
| 2002-2003 | GCK Lions         | LNB   | 37 |                  |                  | 2,13             |                  | 0                | 10               | 9                |     |                      | 3,22                 |                      | 0                    | 2                    |                      |                      |
| 2003-2004 | GCK Lions         | LNB   | 41 |                  |                  | 3,00             |                  | 0                | 4                | 6                |     |                      | 2,71                 |                      | 0                    | 2                    |                      |                      |